# لوپه (خواننده)
لوپه (اسپانیایی: La Lupe‎؛ ۲۳ دسامبر ۱۹۳۹ – ۲۹ فوریهٔ ۱۹۹۲) آموزگار و خواننده اهل کوبا بود. وی بین سال‌های ۱۹۵۸ تا ۱۹۸۰ میلادی فعالیت می‌کرد.
او بابت اجراهای پُرانرژی و بعضاً بحث‌برانگیز خود، معروف بود و به «ملکهٔ سول لاتین» شهرت داشت.